# لیا بوسکه
لیا سالیوان (زادهٔ ۱۵ نوامبر ۱۹۷۹) بنیانگذار شرکت تسک‌ربیت و یک کارآفرین آمریکایی است.

## زندگی‌نامه
سالیوان در سال ۲۰۰۱ از کالج سوئیت بریار فارغ‌التحصیل شد و مدرک لیسانس علوم ریاضیات و علوم کامپیوتر را کسب کرد. او به عنوان هیئت مدیره کالج در سوئیت بریار فعالیت می‌کرد. پس از آن سالیوان به عنوان یک مهندس در شرکت آی‌بی‌ام مشغول به کار شد.
سالیوان یک بار ازدواج کرده و طلاق گرفته است و درحال حاضر با همسر دوم و سه فرزندش در منطقه خلیج سان‌فرانسیسکو زندگی می‌کند.
سالیوان دربارهٔ تأسیس شرکت خود در مصاحبه‌ای بیان نظر کرد که با همسر سابقش، دامنه اینترنتی "runmyerrand.com" را خریداری کردند و چهار ماه پس از آن شرکت آی‌بی‌ام را ترک کرد تا اولین نسخه از سایت خود را بسازد. در زمانی که کسب‌وکار او در حال رشد بود، او به خاطر رسیدگی به امور شرکت به همراه خانواده‌اش از بوستون به سانفرانسیسکو نقل مکان کرد.

## تسک‌ربیت
تسک‌ربیت یک بازار آنلاین است که مشتریان را با جویندگان شغل مرتبط می‌کند تا مشاغل و کارهای کوچکی مانند تمیز کردن خانه، تحویل بسته، تمیز کردن مبلمان و موارد دیگر را به آنها بسپارند.
این شرکت در ابتدا با نام "RunMyErrand" تأسیس شده بود.
در سال ۲۰۱۰، این شرکت به تسک‌ربیت تغییر نام داد.
از سال ۲۰۰۸ تا ۲۰۱۶، سالیوان به عنوان مدیر عامل تسک‌ربیت خدمت کرد. در این مدت، او حوزه فعالیت شرکت را به ۴۴ شهر رساند و بیش از ۵۰ میلیون دلار برای شرکت سودآوری کرد.
در آوریل ۲۰۱۶، سالیوان منصب مدیر اجرایی را در شرکت به دست گرفت.
در سپتامبر ۲۰۱۷، تسک‌ربیت توسط شرکت ایکه‌آ خریداری شد.

## فول کپیتال
از تابستان ۲۰۱۷، سالیوان یک شریک عمده برای شرکت فول کپیتال بوده است، شرکتی که در بین شرکت‌های برتر در بخش‌های مختلفی چون فناوری مصرف‌کننده، سخت‌افزار، آموزش، بازارها و بخش‌های خرده‌فروشی و سرمایه‌گذاری بوده است.